# Chaise Longue (chanson)
Pour l’article homonyme, voir Chaise longue.
Singles de Wet Leg
Wet Dream
(2021)
Chaise Longue est le premier single du duo britannique Wet Leg. Il est sorti le 15 juin 2021, publié par le label indépendant Domino Records. L'année suivante, il est inclus dans le premier album studio du groupe, Wet Leg.

## Distinctions
Le duo Wet Leg est nommé meilleur nouvel artiste lors des Libera Awards 2022 (en) pour Chaise Longue et remporte le prix du meilleur clip pour le même titre.
Lors de la 65e cérémonie des Grammy Awards, la chanson est nommée dans la catégorie de la meilleure prestation de musique alternative (en).

## Classements hebdomadaires
| Classement (2021-2022)                      | Meilleure position |
| ------------------------------------------- | ------------------ |
| États-Unis (Adult Alternative Airplay (en)) | 18                 |
| États-Unis (Alternative Airplay)            | 15                 |
| États-Unis (Rock & Alternative Airplay)     | 26                 |
| Royaume-Uni (UK Singles Chart)              | 74                 |
| Royaume-Uni (UK Download Chart)             | 37                 |
| Royaume-Uni (UK Indie Chart)                | 13                 |

## Certifications
| Pays              | Certification | Date       | Unités certifiées |
| ----------------- | ------------- | ---------- | ----------------- |
| Royaume-Uni (BPI) | Argent        | 17/03/2023 | 200 000           |